# یژسکا
یژسکا (به لاتین: Jerzyska) یک روستا در لهستان است که در گمینا ووخوو واقع شده‌است. یژسکا ۹۰ نفر جمعیت دارد.